# Xenocid
Xenocid (1991) (titlu original în engleză: Xenocide) este al treilea roman din Saga lui Ender creată de Orson Scott Card. Cartea a fost nominalizată atât la premiul Hugo, cât și la premiul Locus pentru „Cel mai bun roman” în 1992. Titlul reprezintă o combinație între „xeno-”, care înseamnă străin, oaspete, și '-cid', care se referă la actul de a ucide; împreună, cei doi termeni fac referire la actul de distrugere selectivă a unei rase extraterestre.

## Acțiunea
În colonia umană catolică braziliană Lusitania trăiesc singurele două specii extraterestre inteligente cunoscute: pequeninos (sau "purcelușii") și Matca "gândacilor". Din nefericire, ecosistemul lusitan este alterat de un virus complex, 'descolada', care distruge și rearanjează structura genetică a celulelor vii, fiind incredibil de adaptabilă la orice specie sau formă de viață cunoscută și transmițându-se foarte ușor. Formele de viață indigene care au supraviețuit apariției descoladei cu mii (sau milioane) de ani în urmă s-au adaptat, dar pentru oameni și pentru Matcă rămânerea în viață în ecosistemul lusitan presupune eforturi imense.
După revolta micii colonii umane de pe Lusitania din Vorbitor în numele morților, menită să protejeze viitorul speciilor extraterestre inteligente, Congresul Stelar trimite o flotă care să recâștige controlul planetei, flotă căreia îi va lua câteva decenii pentru a ajunge la destinație. Sub pseudonimul Demostene, Valentine Wiggin dezvăluie într-o serie de articole prezența la bordul flotei a unui Dispozitiv de Dezagregare Moleculară, stârnind revolta furia coloniilor umane. Ordinul de distrugere a planetei Lusitania, transmis cu ajutorul ansiblului, ar trebui să-i parvină flotei în momentul sosirii la destinație, dar comunicația dintre Congresul Stelar și flotă este întreruptă de Jane (o IA plină de compasiune), care riscă în acest fel să fie descoperită și distrusă.
Între timp, pe Lusitania, Andrew/Ender încearcă să găsească soluții pentru a împiedica catastrofa pusă la cale de Congresul Stelar, și a rezolva problema descoladei și a conflictelor dintre cele trei rase de pe planetă. Soția lui, Novinha și Elanora, fiica ei, sunt puse în fața unei dileme. Prin munca lor, e posibil să creeze un virus inofensiv care să înlocuiască descolada, dar oare acest lucru nu va afecta ecosistemul Lusitaniei, care e strâns legat de descolada? În afara lor, fizicianul Grego este determinat de către Andrew să lucreze la cercetările privind călătoria cu viteze superluminice, biologul Quara este convins că descolada este o altă specie inteligentă, cu care oamenii ar trebui să încerce să comunice, iar Quim (Părintele Estevão) încearcă să oprească un grup de "porcușori" care vor să elimine toate formele de viață terestre folosind descolada.
În încercarea de a-și recupera flota, Consiliul Stelar cere ajutorul cetățenilor Căii, o planetă-enclavă modelată după China timpurie. Cultura Căii se centrează în jurul celor care aud vocile zeilor, dobândind o inteligență superioară, lucru care se va dovedi ulterior a fi un proiect guvernamental crud: în schimbul inteligenței deosebite primite în urma modificărilor genetice, oamenilor li se induce o formă de tulburare obsesiv compulsivă pentru a le controla loialitatea. Oamenii respectă cinci reguli stricte și orice gânduri neloiale sunt imediat suprimate de comportamentul obsesiv compulsiv. Cel mai respectat Vorbitor cu Zeii este Han Fei-Tzu, lui și fiicei sale, Han Qing-jao, fiindu-le dată misiunea de a desluși misterul dispariției flotei Congresului Stelar. Slujnica secretă a lui Han Qing-jao, Si Wang-Mu, o ajută pe aceasta să își îndeplinească sarcina, inteligența ei fiind parțial neafectată de sistemul rigid de caste.
În cele din urmă, tânăra și naiva Qing-jao descoperă identitatea lui Demostene și existența IA-ului Jane. Pe cale de a fi scoasă la iveală, Jane apare în fața lui Han Fei-tzu, Han Qing-jao și Si Wang-mu, informându-i despre sclavia lor genetică și implorându-le îndurarea în privința raportului către Congresul Stelar.
Deja suspicios în legătură cu condiția Vorbitorilor cu Zeii, Han Fei-tzu acceptă veștile date de Jane legat de atrocitățile Congresului, la fel ca și Si Wang-mu. Însă fiica lui, Han Qing-jao, crede că Demostene și Jane sunt dușmanii zeilor, singura alternativă de a o opri să-și trimită raportul către Congres fiind oprirea comunicațiilor dinspre Cale. Cu ajutorul lui Si Wang-mu, Jane își dă seama că acest lucru ar determina Congresul să ordone distrugerea Căii și, din spirit de compasiune, Jane se sacrifică și o lasă pe Qing-jao să își trimită raportul. Congresul află identitatea lui Demostene, curăță rețeaua de comunicații și retrimite flotei ordinul de distrugere a Lusitaniei.
Han Fei-tzu și Si Wang-mu îi ajută pe Jane și pe cei de pe Lusitania să caute soluții pentru iminenta catastrofă. Un pequeninos își oferă viața pentru un experiment care să determine dacă inteligența "porcușorilor" e dată de descolada, sau abilitatea este înnăscută. În cele din urmă, Elanora descoperă un model posibil de "recolada": o ramură a descoladei care le permite formelor indigene să supraviețuiască și să fie inteligente, dar nu caută să ucidă alte forme de viață. Dar crearea recoladei este imposibilă cu ajutorul echipamentului de care dispun, iar cei de pe Lusitania intră în criză de timp în fața flotei care se pregătește să sosească.
Aceasta însă nu este singura problemă. Părintele Estevão este ucis de secta "porcușorilor" pe care încerca să o oprească să distrugă formele de viață pământene. Oamenii se răzbună, iar Matca e nevoită să intervină pentru a opri escaladarea vilențelor dintre pequeninos și oameni.
Dar Matca se pare că ascunde posibilitatea călătoriei instantanee într-un loc în care a existat inițial aiúa (aiúa este numele dat tiparului care definește orice structură specifică a universului, fie ea un atom particular, o stea sau o conștiință). Acolo, Ela reușește să creeze virusul recolada și să găsească o metodă de vindecare a defectului genetic al Vorbitorilor cu Zeii.
Recolada începe să se răspândească pe Lusitania, transformând virusul letal într-un ajutor al vieții indigene care nu dăunează altora. Oamenii de pe Cale pot fi eliberați de sub control, dar fiica lui Han Fei-tzu, Qing-jao, înnebunește când e pusă în fața recunoașterii faptului că a fost mințită întreaga viață. Si Wang-mu pornește alătură de Peter Wiggin să preia controlul asupra Congresului Stelar și să oprească flota din drumul ei spre Lusitania, în timp ce Valentine caută o planetă pe care să evacueze populația Lusitaniei.

## Traduceri în limba română
- 1995 - Xenocid, ed. Nemira, colecția "Nautilus" nr. 72, traducere Constantin Dumitru-Palcus, 416 pag. ISBN 973-569-104-3
- 2005 - Xenocid, ed. Nemira, colecția "Nautilus", traducere Constantin Dumitru-Palcus, 672 pag., ISBN 978-973-569-745-7
- 2013 - Xenocid (cartonată),  ed. Nemira, colecția "Nautilus", traducere Constantin Dumitru-Palcus, 640 pag., ISBN 978-606-579-485-6